# 阿爾貝詹峰

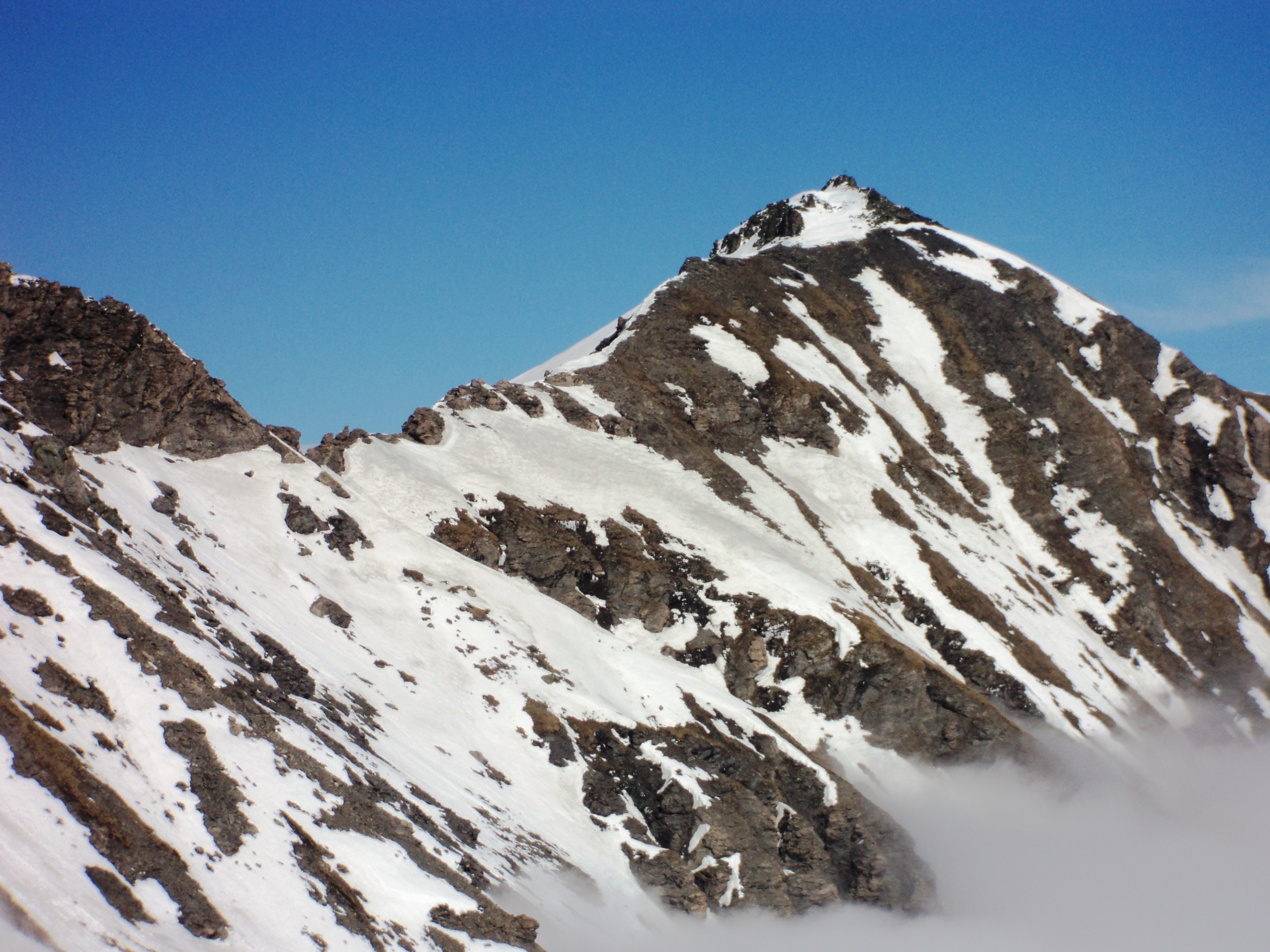

44°58′58.8″N 06°58′58.8″E / 44.983000°N 6.983000°E
阿爾貝詹峰（義大利語：Monte Albergian），是意大利的山峰，位於該國西北部，由皮埃蒙特大區負責管轄，屬於科蒂安阿爾卑斯山脈的一部分，海拔高度3,041米，每年平均降雨量1,435毫米。